# Kamenszky István
Kucsinyi Kamenszky István (Boldogkőváralja (Abaúj megye), 1797. július 17. – Esztergom, 1849. november 18.) megyei főorvos, bölcseleti és orvosdoktor.

## Élete
Nemes szülők gyermeke. Középiskolai tanulmányainak végeztével a pesti egyetemet látogatta, ahol bölcseleti és orvosi oklevelet nyert; azután a seborvosok gyakorlására rendelt belső nyavalya-gyógyító intézet segédje volt. Esztergomba kerülvén, több évi orvosi gyakorlat után 1828. március 20-án esztergom vármegyei főorvossá választatott. 1842-től a pesti orvosi-egyesületnek levelező tagja, Esztergom vármegye táblabírája volt.

## Munkái
- Festivi plausus Dno Joanni Schuster occasione anni novi pia mente oblati 1819. Pestini.
- Orvosi Értekezés A Magyarországi Levegő egészséges létéről általányosan és felelet azon három kérdésre: Mellyek a Köznép közönségesebb nyavalyáji Magyarországban? Millyen okokból erednek azok? S micsoda diaetetikai életmóddal lehet megelőzni s elkerülni azokat? mellyeket... Orvos-Doctorságra emeltetésekor... a Tudósok köz itélete alá terjeszt. Pest, 1825. (Latin címmel is; első magyar orvosi értekezés a pesti egyetemen.) Online
- Ode magn. dno Michaeli a Lenhossék, calendis Januarii 1827. Vacii.